# 865 (číslo)
Osm set šedesát pět je přirozené číslo, které následuje po čísle osm set šedesát čtyři a předchází číslu osm set šedesát šest. Římskými číslicemi se zapisuje DCCCLXV.

## Matematika
865 je:
- Poloprvočíslo
- Deficientní číslo
- Nešťastné číslo

## Astronomie
- (865) Zubaida je planetka hlavního pásu, kterou objevil v roce 1917 Max Wolf

## Roky
- 865
- 865 př. n. l.